# 中國國民黨黨證

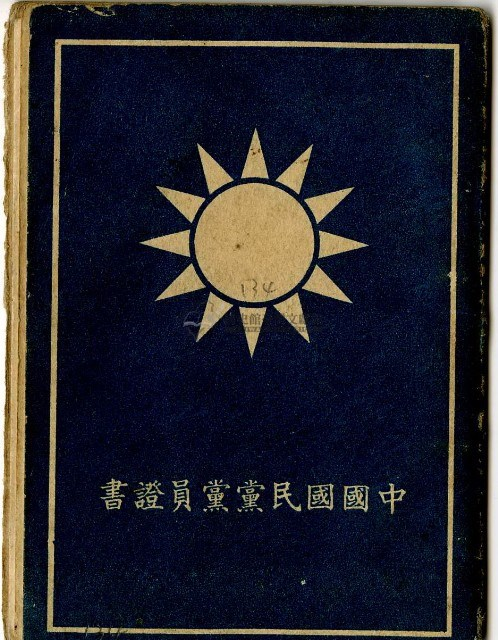
早期紙本時期的黨證封面

中國國民黨黨證，是中國國民黨給有繳交黨費的黨員的一張證件。

## 演變
有關中国國民黨黨證的演變，從最早期的1912年中國同盟會廣東支部入會證書、1913年的國民黨黨員證、甚至到1915年中華革命黨黨員證以及1925年中國國民黨的黨員證。這些都被陳列在孫中山大元帥府紀念館成為該館所收藏的三級文物。

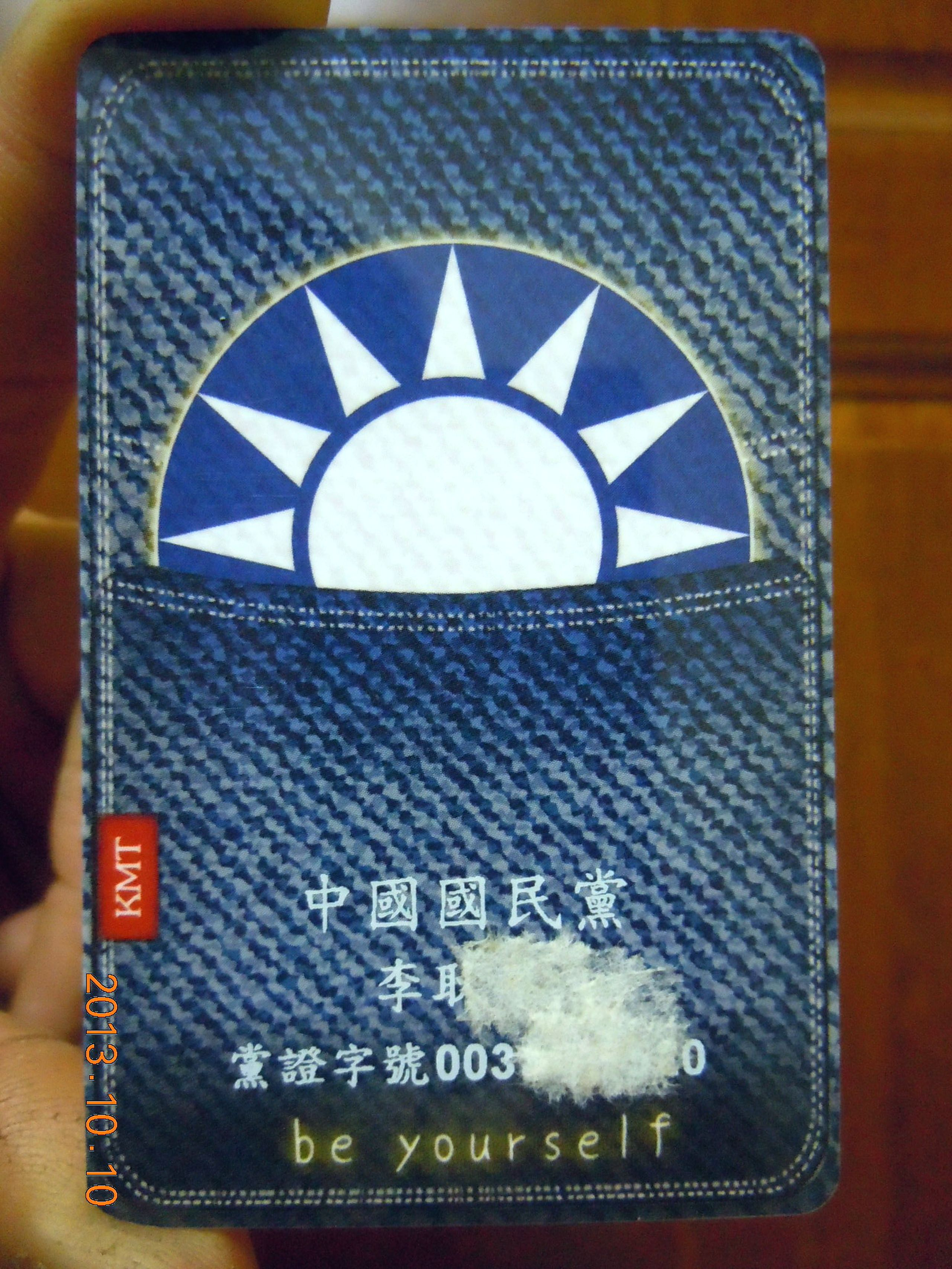
2012年所發行黨員的黨證悠遊卡。

2012年，中國國民黨與臺北悠遊卡公司合作，讓黨證跟悠遊卡結合。
2016年開始，國民黨黨證的封面改採復古風格，使用早期紙本時期的國民黨黨證的封面設計。

## 編號舉例
- 信浙字第00001號：蔣中正
- @字13909號：楊虎城
- 組徵字107274號：唐新民，籍貫廣西省義寧縣。
- 組徵字52845號：楊志良，籍貫臺灣省臺北市。
- 臺徵字第861964號：楊實秋，籍貫四川省威遠縣。入黨日期民國64年5月24日，臺灣。
- 特字第1819號：馮家邦
- 特字第2067號：彭善承
- 特字第9381號[2]：王兆榮
- 特字第51415號[3]：蔡仁團柱
- 特字第84714號：詹東·計晉美
- 天字第00339號：傅正
- 軍唐蜀0015號：李朝信
- 川37352號：李亞東
- 四024416號[4]：吳階平

## 展覽
孫中山大元帥府紀念館和中國共產黨廣州市委黨史研究室曾聯合主辦《歷史的選擇：握手─國共合作啟示錄》大型文物、圖片展。